# Lochan Uaine
Lochan Uaine är en sjö i Storbritannien.   Den ligger i kommunen Aberdeenshire och riksdelen Skottland, i den norra delen av landet, 700 km norr om huvudstaden London. Lochan Uaine ligger 914 meter över havet.  Trakten runt Lochan Uaine består i huvudsak av gräsmarker.